# Grips-Theater

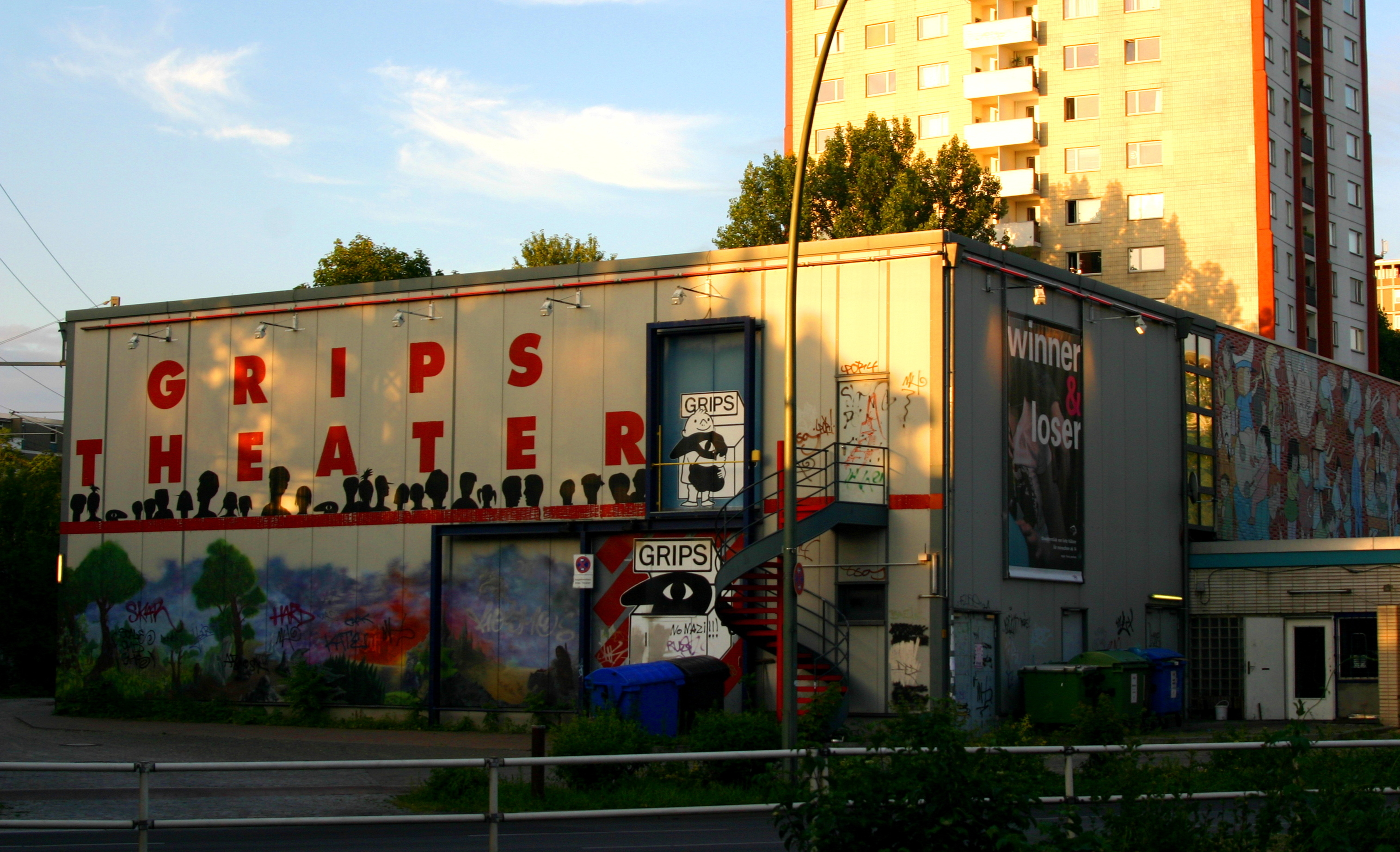
Le Grips-Theater.

Le Grips-Theater est un théâtre pour les enfants, qui se trouve à Berlin, en Allemagne, sur la Hansaplatz. C'est dans ce théâtre qu'est né le spectacle musical connu Linie 1, dont le titre fait référence à une ligne de métro traversant Berlin.
Grips signifie en allemand quelque chose comme « jugeote » ou « esprit éveillé » ; c'est dans ce sens burlesque qu'il faut comprendre la mission du « Théâtre Grips ».

## Filmographie
- Theaterlandschaften: GRIPS Theater Berlin, documentaire de 30 minutes de Jobst Knigge, avec Esther Schweins comme intervenante.